# Хавла бинт аль-Азвар
Хавла бинт аль-Азвар (араб. خولة بنت الازور‎; VII век, Мекка — Эль-Балка) — арабская мусульманская воительница на службе в Праведном халифате. Она сыграла важную роль в завоевании Сирии и Палестины и сражалась вместе со своим братом Дираром. Её описывают как одну из величайших женщин-солдат в истории. Она была сподвижницей исламского пророка Мухаммеда.
Родившаяся где-то в седьмом веке как дочь Азвара аль Асади, одного из вождей племени Бану Асад, Хавла была хорошо известна своей храбростью в походах арабских завоевателей в Сирию и Палестину. Она сражалась бок о бок со своим братом Дираром во многих сражениях, включая решающую битву при Ярмуке в 636 году против Византийской империи. На 4-й день битвы она повела группу женщин против византийской армии и победила их главнокомандующего, а позже была ранена во время боя с греческим солдатом.

## Существование
Существование женщины по имени «Хавла бинт аль Азвар» оспаривалось многими из-за отсутствия доказательств в надёжных книгах по истории и биографиях в рамках исламской традиции. Одним из основных источников её истории является «Футху Аш Шаам», книга, авторство которой вызывает жаркие споры. Предполагаемый автор, Аль-Вакиди, сам часто подвергается критике, будучи осужденным видными традиционалистами, такими как Ахмад ибн Ханбаль, Мухаммад аш-Шафии, Мухаммад аль-Бухари и другими, как ненадёжный. Хотя её брат, Дирар, и его братья упоминаются в достоверных исторических источниках, нет никаких упоминаний о сестре. Все эти факторы в совокупности порождают сомнения в её существовании.

## Военная карьера

### Происхождение и ранняя жизнь
Хавла, вероятно, родилась в VII веке, её отец аль-Азвар был главным вождем племени Бану Асад. Брат Хавлы Дирар принял ислам после битвы у рва. Её семья также была одной из первых обращённых в ислам. Дирар был высококвалифицированным воином и научил Хавлу всему, что она знала о сражении, от обучения владению копьем, бою на мечах и боевым искусствам.

### Завоевание Сирии и Палестины
В 634 году во время битвы при Санита-аль-Укабе она впервые проявила свою отвагу, во время осады Дамаска, в которой её брат Дирар возглавлял мусульманские войска и был ранен и взят в плен византийской армией. Халид ибн Валид взял свою конную гвардию, чтобы спасти его. Хавла сопровождала армию и в одиночку бросилась на византийский арьергард. В её доспехах и типичной свободной одежде арабских воинов её не узнали как женщину, пока Халид не спросил её о личности.
В том же 634 году в битве при Аджнадайне Хавла сопровождала мусульманские силы, чтобы оказывать медицинскую помощь раненым солдатам. После того, как её брат Дирар был захвачен византийскими войсками, Хавла взяла рыцарские доспехи, оружие и кобылу, завернувшись в зеленую шаль. Она сражалась с византийским батальоном, который атаковал мусульманских солдат. Халид бин Валид, лидер мусульманских войск, приказал своим солдатам атаковать византийцев. Многие из мусульманских солдат думали, что Хавла была Халидом, пока не появился Халид. Мусульманская армия победила византийцев, которые бежали с поля боя. Халид приказал своей армии преследовать бегущих византийцев. После поиска мусульманские пленники были найдены и освобождены. Сообщается, что один из командиров армии Праведного халифата, Шурахбил ибн Хасана, сказал о ней следующее:
Этот воин сражается как Халид ибн Валид, но я уверен, что она не Халид
Во время осады Дамаска Хавла была взята в плен византийскими войсками. Однако ей удалось сбежать из места, где она содержалась под стражей.

### Другие кампании
Некоторые традиционные источники утверждают, что в другом сражении Хавла была схвачена после того, как упала с осла. После того, как её отвели в лагерь с другими пленницами, Хавла должна была быть доставлена в палатку лидера, поскольку он намеревался изнасиловать её. Вместо этого Хавла разбудила других пленников, которые использовали шесты палатки в качестве оружия и напали на византийских стражников. По словам Аль-Вакиди, им удалось убить пятерых византийских рыцарей, причем Хавла взяла на себя ответственность за одного, включая византийца, который оскорбил её.

## Наследие
Боевые навыки Хавлы были высоко оценены вторым праведным халифом Умаром ибн аль-Хаттаб. В её честь названы многие улицы и школы в Саудовской Аравии. Иордания выпустила марку в её честь в рамках серии «Арабские женщин в истории». Во многих арабских городах есть школы и учреждения, носящие имя Хавлы бинт аль-Азвар. Иракское женское военное подразделение было названо подразделением Хавлы бинт аль-Азвар в честь неё. В Объединенных Арабских Эмиратах первый военный колледж для женщин, Учебный колледж Хавлы бинт аль-Азвар, также назван в её честь.